# Gemcitabina
La gemcitabina è un farmaco chemioterapico antineoplastico strutturalmente simile alla citosina.

## Farmacocinetica
La gemcitabina viene somministrata per infusione endovenosa e si distribuisce rapidamente e diffusamente (volume di distribuzione centrale circa 15 l/m2 e periferico circa 47 l/m2). L'emivita è di circa 1-2 ore con eliminazione completa in circa 10 ore. Il metabolismo della gemcitabina è operato dalla citidina deaminasi del fegato, dei reni e dei tessuti. Solo il 10% del farmaco viene escreto immodificato nelle urine. La posologia deve essere controllata e opportunamente modificata nei pazienti con patologie renali ed epatiche.

## Farmacodinamica
La gemcitabina è un analogo pirimidinico, fosforilato dalla deossicitidina chinasi e poi da altre nucleosido chinasi, con produzione di nucleosidi che inibiscono la sintesi del DNA. Tale effetto può essere dovuto a due fenomeni:
- La gemcitabina difosfato è in grado di inibire la ribonucleotide reduttasi con blocco della crescita dalla cellula neoplastica.
- Incorporazione della gemcitabina trifosfato nella molecola di DNA in allungamento e conseguente blocco terminale della stessa.

## Impiego clinico
La gemcitabina viene comunemente utilizzata in regime polichemioterapico per il trattamento del carcinoma del pancreas, per il carcinoma della vescica (anche in associazione alla radioterapia) e per il carcinoma del polmone non a piccole cellule. La via endovescicale può essere utilizzata per il trattamento del carcinoma della vescica.
Uno studio preclinico ha evidenziato un suo ruolo nel colpire una chinasi bersaglio nelle cellule tumorali del cancro al seno con recettori positivi agli estrogeni.

## Effetti avversi
Come tutti gli analoghi pirimidinici, l'effetto avverso dose limitante è rappresentato dalla mielodepressione. Per questo, si deve procedere alla valutazione periodica dell'emocromo nei soggetti in terapia con gemcitabina. Comunemente si manifestano nausea, vomito, diarrea e stomatite. Sono inoltre riportati sudorazione, prurito ed alopecia.